# Teresa Puppo
Teresa Puppo (Montevideo, 1952) es un artista visual y escritora uruguaya. Recibió el tercer. Premio Adquisición MEC en el Premio Nacional de Artes Visuales "José Gamarra" por su obra Emanaciones luminosas (2014).

## Reseña biográfica
Teresa Puppo es artista visual y escritora. Es integrante y cofundadora de la Fundación de Arte Contemporáneo. Fue directora editorial de la revista ARTE y durante 6 años colaboró como ilustradora en el suplemento cultural del diario El País.   
Como artista visual utiliza distintos materiales y soportes para la realización de su obra: la web, medios electrónicos, video y fotoperformance, fotografía, fotografía estenopeica, objetos tridimensionales, objetos encontrados, instalaciones, intervenciones urbanas individuales y colectivas, y también recurre a medios y soportes tradicionales como telas, papel, fotografía, dibujo, pintura, estampados, collages, etc. Las temáticas y las herramientas con las que trabaja son variadas, desde algunas nada convencionales, como palitos, cucharas y cepillos, hasta un lente de aumento, un texto, chocolate, una cámara de video o una caja estenopeica. Para Puppo, la elección del soporte, el formato, los materiales y la técnica a utilizar siempre depende de la propuesta que se plantea.
Desde 1996 ha realizado múltiples exposiciones en Uruguay, Argentina, Francia, Cuba, Alemania y Perú, entre otros países.   
Como escritora ha publicado cuentos cortos y textos especializados. En 2006 publicó su primera novela corta Santa Clara (Un espacio oscuro), a través de Editorial Artefato. En 2008, con la recopilación de cuentos Así nomás, le otorgaron la Primera Mención en Narrativa en el Concurso Anual de Literatura de la Intendencia de Montevideo, Uruguay. En 2013 publica Extravíos habituales por la editorial Estuario.   
Puppo también ha trabajado como ilustradora de textos. Asimismo desarrolla investigación teórica, centrándose en la cuestión de la identidad, en especial la identidad de género y la identidad familiar, en relación con los conceptos de tiempo y de fragmentación.    

## Obras principales
- 2015 - Entrañable, obra procesual, abierta, que indaga en la memoria familiar, realizada en el Museo Zorrilla de Montevideo, con la curaduría colaborativa de Gabriela Larrañaga.[4]
- 2014 - Itineraria, 10 mujeres, 2 territorios, Espacio de Arte Contemporáneo, Montevideo.
- 2012 - Viaje de ida, video seleccionado para la Bienal de la Imagen en Movimiento, Buenos Aires, Argentina.
- 2009 - Indomitable Woman, Barcelona Contemporary Art Festival, MACBA.
- 2007 - Nuevas vías de acceso II, Museo Nacional de Artes Visuales, Montevideo.
- 2001 - mvd 19:13:01 ago 04 01, Centro de exposiciones Subte, Montevideo.
- 1998 - La Mujer del Año, Cabildo de Montevideo, Montevideo.
- 1996 - Puerta de la vida y de la muerte, Museo Juan Manuel Blanes, Montevideo.[5]

## Distinciones
- Tercer Premio Adquisición del Ministerio de Educación y Cultura de Uruguay (56° Premio Nacional de Artes Visuales José Gamarra. Uruguay, 2014).
- Primera Mención con la recopilación de cuentos Así nomás (Concurso Anual de Literatura. Uruguay, 2008).
- Primer Premio (compartido) del 50° Premio Nacional de Artes Visuales (2002).[6]